# Теплофизика
Теплофизика — область физики, занимающаяся вопросами получения и использования тепла, является совокупностью дисциплин, представляющих теоретические основы энергетики. Теплофизика представляет собой комплекс наук, изучающих все многообразие явлений переноса теплоты в пространстве и времени, включает термодинамику, тепломассообмен, методы экспериментального и теоретического исследования равновесных и неравновесных свойств веществ и тепловых процессов.
Прикладные аспекты теплофизики относятся к отдельной группе дисциплин — инженерной теплофизике.
Англоязычные эквиваленты — Thermal physics и Thermophysical Engineering.

## Выдающиеся российские теплофизики
- М. П. Вукалович, д.т. н., профессор — основатель научной школы теоретического и экспериментального исследования теплофизических свойств веществ
- В. А. Кириллин, академик РАН
- А. Е. Шейндлин, академик РАН
- Д. Л. Тимрот, д.т. н., профессор — основатель научной школы экспериментальной теплофизики.
- Б. С. Петухов, чл.-кор. АН СССР — основатель научной школы теплообмена в потоках жидкостей и газов.
- Э. Э. Шпильрайн, чл.-кор. РАН
- А. С. Ястржембский, д.т. н., профессор, заслуженный деятель науки и техники РСФСР, основатель научно-методической школы технической термодинамики.